# Grabkreuz Kirchplatz 1 (Schmitter)

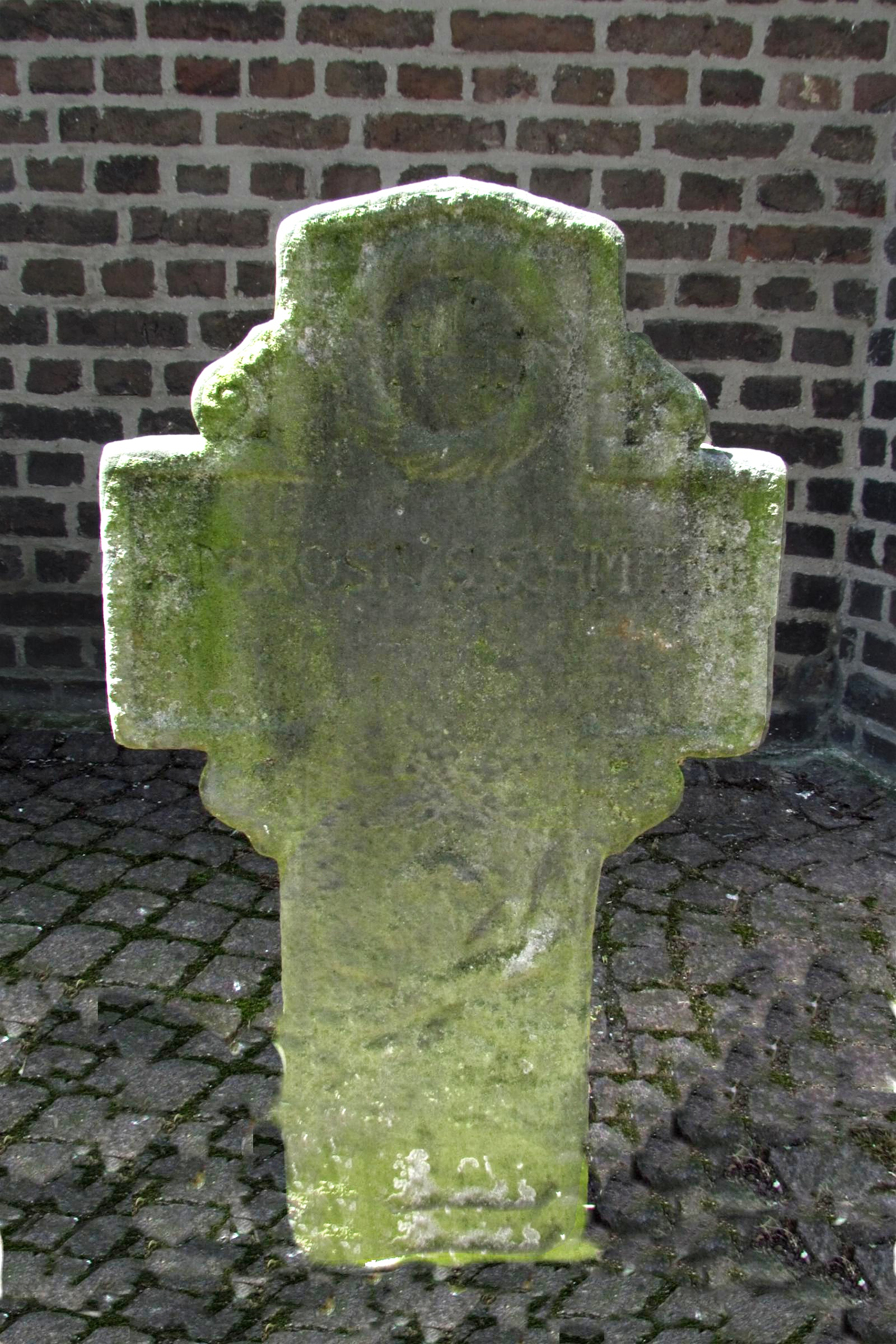
Grabkreuz an der Kirche

Das Grabkreuz Kirchplatz 1 (Schmitter) steht in Korschenbroich im Rhein-Kreis Neuss in Nordrhein-Westfalen.
Es wurde unter Nr. 104 am 26. Mai 1987 in die Liste der Baudenkmäler in Korschenbroich eingetragen.

## Gestaltung
Das Kreuz ist aus Liedberger Sandstein gehauen, 54 cm breit und 16 cm tief. Als Höhe können etwa 85 cm angenommen werden. Auf der Vorderseite steht „IHS“, die ersten drei Buchstaben des Namens Jesu, unten ist ein Schädel mit gekreuzten Knochen dargestellt. Diese Darstellungen sind in dem weichen Stein jedoch stark verwittert und kaum noch erhalten. Von der Grabinschrift ist noch der Name „AMBROSIUS SCHMITTER“ zu erkennen. Die Rückseite zeigt ein IHS mit aufgesetztem Kreuz, darunter ein Herz mit einem Pfeil. Wann das Kreuz aufgestellt wurde, lässt sich nicht mehr feststellen.